# Sveržov
Sveržov – wieś (obec) na Słowacji, w kraju preszowskim w powiecie Bardejów. Pierwsze wzmianki o miejscowości pochodzą z roku 1355.
Według danych z dnia 31 grudnia 2016 wieś zamieszkiwało 606 osób, w tym 309 kobiet i 297 mężczyzn.
W 2001 roku względem narodowości i przynależności etnicznej Słowacy stanowili 90,39%, a mniejszość cygańska 9,41%. Dominującym wyznaniem był katolicyzm, który wyznawało 60,20% populacji, 37,65% zaś to protestanci.